# Carone di Lampsaco
Carone (in greco antico: Xάρων?, Chàron; Lampsaco, 480-477 a.C. circa – seconda metà del V secolo a.C.) è stato uno storico e logografo greco antico.

## Biografia
Il lessico Suda afferma che Carone fosse figlio di un certo Pitocle o Pite, secondo Pausania.

Dionigi di Alicarnasso lo elenca tra gli autori che hanno scritto prima di Tucidide e prima della guerra del Peloponneso, anche se, sempre secondo Suda, era nato durante il regno di Dario I. Ulteriore appiglio cronologico è l'ascesa al trono di Artaserse I nel 465 a.C..  

## Opere
A Carone furono attribuite dagli antichi numerose opere, forse non tutte autentiche: dal Periplo dei mari al di là delle Colonne d'Eracle agli Aithiopikà (notizie sull'Etiopia), agli ῾Ελληνικά (Hellenikà "Storie greche"), ai Libykà (notizie sulla Libia), ai Περσικά (Persikà, "Storie persiane"), le Kτίσεις (Ktiseis, "Fondazioni di città"), gli Ωροι τῶν Λαμπσακῶν (Oròi tòn Lampsacòn, "Annali di Lampsaco"), i suoi scritti sono prevalentemente a carattere logografico (destinati quindi a pubbliche audizioni) e storico-etnografico, riguardanti la Persia, la Libia, l'Etiopia e Creta, oltre ad opere sulla sua città natale.

Carone scrisse in dialetto ionico come Erodoto, suo contemporaneo.